# Iván Sosa
Iván Ramiro Sosa Cuervo (Pasca, 31 ottobre 1997) è un ciclista su strada colombiano che corre per l'Equipo Kern Pharma. Professionista dal 2017, ha caratteristiche di scalatore.

## Carriera
Passa professionista nel 2017 con la Androni-Sidermec di Gianni Savio, e si mette immediatamente in luce nella Vuelta al Táchira, concludendo in settima posizione e facendo sua la maglia bianca di miglior giovane. Nel corso della stagione ottiene alcuni piazzamenti top 15 in frazioni di corse del circuito UCI Europe Tour.
Nel 2018 veste ancora la maglia Androni; coglie il suo primo successo da professionista nella quarta tappa della Vuelta al Táchira, piazzandosi nella top ten finale. Nella seconda parte della stagione inanella diversi successi in brevi corse a tappe, vincendo una tappa e la generale al Tour of Bihor, alla prima edizione della Adriatica Ionica Race, al Sibiu Cycling Tour e alla Vuelta a Burgos, oltre a una tappa del prestigioso Tour de l'Avenir. Questa serie di successi attira l'attenzione di diverse squadre World Tour, ed è il Team Sky ad assicurarsi le prestazioni del giovane colombiano per il triennio 2019-2021.
In maglia Sky/Ineos Sosa nel 2019 si piazza secondo al Tour Colombia, vince una frazione alla Route d'Occitanie, piazzandosi secondo assoluto della corsa, fa sue due tappe e la classifica generale della Vuelta a Burgos, e conclude infine secondo al Giro del Piemonte; corre e conclude anche il suo primo Giro d'Italia. Nel 2020, in una stagione interrotta dalla pandemia di COVID-19, coglie una vittoria di tappa alla Vuelta a Burgos, mentre nel 2021 conquista una tappa e la classifica finale del Tour de la Provence, e si piazza secondo in una frazione della Settimana Internazionale di Coppi e Bartali. A fine anno lascia Ineos per gareggiare con il Movistar Team.

## Palmarès
- 2018 (Androni Giocattoli-Sidermec, dieci vittorie)

4ª tappa Vuelta al Táchira (San Juan de Colón > San Simón)
2ª tappa, 1ª semitappa Tour of Bihor (Oradea > Stana de Vale)
Classifica generale Tour of Bihor
3ª tappa Adriatica Ionica Race (Mussolente > Passo Giau)
Classifica generale Adriatica Ionica Race
1ª tappa Sibiu Cycling Tour (Sibiu > Balea Lac)
Classifica generale Sibiu Cycling Tour
5ª tappa Vuelta a Burgos (Salas de los Infantes > Lagunas de Neila)
Classifica generale Vuelta a Burgos
7ª tappa Tour de l'Avenir (Moutiers > Méribel)
- 2019 (Team Sky/Team Ineos, quattro vittorie)

3ª tappa Route d'Occitanie (Arreau > Luchon)
3ª tappa Vuelta a Burgos (Sargentes de la Lora > Picón Blanco)
5ª tappa Vuelta a Burgos (Santo Domingo de Silos > Lagunas de Neila)
Classifica generale Vuelta a Burgos
- 2020 (Team Ineos/Ineos Grenadiers, una vittoria)

5ª tappa Vuelta a Burgos (Covarrubias > Lagunas de Neila)
- 2021 (Ineos Grenadiers, due vittorie)

3ª tappa Tour de la Provence (Istres > Mont Ventoux/Chalet Reynard)
Classifica generale Tour de la Provence
- 2022 (Movistar Team, quattro vittorie)

2ª tappa Vuelta a Asturias (Candás > Cangas del Narcea)
Classifica generale Vuelta a Asturias
3ª tappa Tour de Langkawi (Putrajaya > Genting Highlands)
Classifica generale Tour de Langkawi

### Altri successi
- 2017 (Androni Giocattoli-Sidermec)

Classifica giovani Vuelta al Táchira
Classifica giovani Tour of Bihor
- 2018 (Androni Giocattoli-Sidermec)

Classifica giovani Tour of Bihor
Classifica giovani Adriatica Ionica Race
Classifica punti Sibiu Cycling Tour
Classifica scalatori Sibiu Cycling Tour
Classifica giovani Sibiu Cycling Tour
Classifica scalatori Vuelta a Burgos
Classifica giovani Vuelta a Burgos
- 2019 (Team Sky/Team Ineos)

Classifica scalatori Tour Colombia
Classifica giovani Route d'Occitanie
Classifica scalatori Vuelta a Burgos
Classifica giovani Vuelta a Burgos
- 2021 (Ineos Grenadiers)

Classifica giovani Tour de la Provence
- 2022 (Movistar Team)

Classifica scalatori Gran Camiño

## Piazzamenti

### Grandi Giri
- Giro d'Italia

2019: 44º
2022: 49º
Vuelta a España
2020: 62º

### Classiche monumento
- Liegi-Bastogne-Liegi

2020: 82º
- Giro di Lombardia

2018: ritirato
2019: 14º
2020: ritirato

### Competizioni mondiali
- Campionati mondiali

Innsbruck 2018 - In linea Under-23: ritirato